# Madame empfiehlt sich
Madame empfiehlt sich (Originaltitel: Elle s’en va) ist eine französische Drama-Komödie der Regisseurin Emmanuelle Bercot aus dem Jahr 2013. Er handelt von einer Frau, die aus ihrem Alltag ausbricht und am Ende dank einer Reise durch Frankreich eine neue Liebe zu einem Mann aus der eigenen Familie findet. Seine Premiere hatte er im Wettbewerb der 63. Berlinale.

## Handlung
Bettie, Anfang 60 und einst „Miss Bretagne“, lebt und arbeitet zusammen mit ihrer Mutter in einem Restaurant. Allerdings belasten sie finanzielle Schwierigkeiten und das große Interesse ihrer Mutter an Betties Privatleben. Es trifft sie schwer, als ihre Mutter ihr – wie Bettie scheint – mit schlecht versteckter Freude berichtet, dass der Mann, mit dem Bettie eine langjährige Affäre hat, eine neue deutlich jüngere Geliebte gefunden hat. Während einer Fahrt mit dem Auto, die ursprünglich nur zum Zigarettenkaufen gedacht war, dann aber immer länger dauert, begegnet Bettie Menschen in einem anderen Milieu und entfernt sich dabei räumlich und emotional immer weiter von ihrem bisherigen Leben.
Während Bettie noch unterwegs ist, ruft ihre Tochter Muriel an und bittet sie, ihren Sohn Charly, also Betties Enkel, zu ihrem Schwiegervater Alain zu fahren. Bettie sagt spontan zu. Großmutter und Enkel finden auf der Fahrt nach mehreren schwierigen Situationen zu einem guten Verhältnis zueinander. Bettie nimmt Charly mit zu einem Fotoshooting mit anderen ehemaligen regionalen Schönheitsköniginnen. Nachdem sie dort einen Schwächeanfall erlitten hat, kann sie nicht mehr weiter Auto fahren, und Alain muss kommen, um Charly abzuholen, was ihn sehr verärgert. Da Bettie ihren Enkel ihm unter diesen Umständen nicht allein überlassen will, fährt sie mit. Als auch die anderen Familienmitglieder dort ankommen, kommt es zur Aussprache. Schließlich verliebt sich Bettie auch noch in Alain und erkennt: „Das Leben geht weiter“.

## Hintergrund
Der Film lief am 15. und 16. Februar 2013 im Rahmen des Wettbewerbs der Internationalen Filmfestspiele Berlin.

## Kritiken
„Elle s’en va wirkt rastlos auf der Suche nach einem Stil, wechselt von einem Musikgenre ins nächste, als wäre es ein Wettbewerb, schneidet hin und her, reiht Perspektive an Perspektive, als sei keine die richtige. Bercot imitiert formal den zittrigen Lebenswandel der Raucherin, die ihr Leben hinter sich lässt, um es doch wiederzufinden.“